# Barcita pratti
Barcita pratti là một loài bướm đêm trong họ Noctuidae.